# Samo sloga Srbina spasava
Само слога Србина спасава, Samo sloga Srbina spasava (serb. „Tylko jedność ocali Serbów” lub „Tylko w jedności Serbów ratunek”) – historyczna dewiza serbska i zawołanie bojowe. Wzywa do zjednoczenia Serbów wobec zewnętrznego zagrożenia i wewnętrznych sporów.
Legenda głosi, że dewiza ta pochodzi od św. Sawy, który pochodził z książęcego rodu serbskiego i był biskupem Serbskiej Cerkwi Prawosławnej. Św. Sawa miał nakazać Serbom jedność i zgodę w obliczu nacisków ze strony rzymskiego katolicyzmu na cerkiew serbską.
Według popularnego poglądu dewizę tę odzwierciedlają cztery krzesiwa (serb. ocila, оцила),  położone na czterech ramionach serbskiego krzyża, przypominające kształtem cyrylicką literę С (S).